# Carlos Peucelle

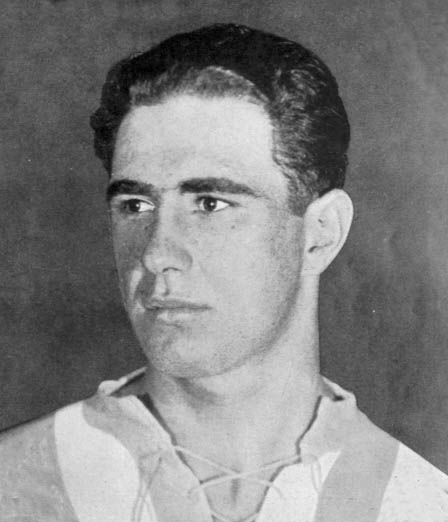
Peucelle, 1929

Carlos Desiderio Peucelle (* 13. September 1908 in Buenos Aires; † 1. April 1990 ebenda) war ein argentinischer Fußballspieler und -trainer.

## Werdegang
Peucelle gilt als der Begründer der Fußballschule von River Plate. Als Spieler war er von 1931 bis 1941 für River tätig, gewann viermal den argentinischen Meistertitel (1932, 1936, 1937 und 1941) und erzielte 113 Tore. 
River kaufte ihn nach der WM 1930 für mehr als zehn Millionen Pesos vom Club Sportivo Buenos Aires. Zusammen mit anderen großen Einkäufen Anfang der 1930er-Jahre, wie zum Beispiel Bernabé Ferreyra, brachte dieser teure Transfer dem Klub den Beinamen Los Millonarios (die Millionäre) ein.
Bei der Fußball-Weltmeisterschaft 1930 erzielte Carlos Peucelle im Finale gegen den Gastgeber Uruguay den Treffer zum 1:1, die argentinische Nationalmannschaft musste sich dennoch mit 2:4 geschlagen geben. 1929 und 1937 gewann er mit den Albiceleste das Campeonato Sudamericano. Insgesamt absolvierte er 29 Spiele für das Nationalteam und erzielte dabei zwölf Tore. 
Als Trainer arbeitete er unter anderem in Argentinien bei River Plate und den Club Atlético San Lorenzo de Almagro, in Kolumbien bei Deportivo Cali und in Paraguay bei Olimpia Asunción. Mit Deportivo Saprissa wurde er Meister in Costa Rica. Ende der 1940er-Jahre gründete er in Kolumbien die erste Fußballschule. 